# هايكي لين
هايكي لين (بالفنلندية: Heikki Laine)‏ هو لاعب هوكي الجليد فنلندي، ولد في 17 أكتوبر 1983 في هلسنكي في فنلندا.

## وصلات خارجية
- هايكي لين على موقع EliteProspects.com (الإنجليزية)
- هايكي لين على موقع Eurohockey.com (الإنجليزية)
- هايكي لين على موقع HockeyDB.com (الإنجليزية)